# Луїс Енрікес Бакалов
Луї́с Енрі́кес Бака́лов (ісп. Luis Enríquez Bacalov; 30 серпня 1933, Буенос-Айрес, Аргентина — 15 листопада 2017, Рим, Італія) — аргентино-італійський композитор і піаніст, найбільшу популярність якому принесли його роботи в кіно. У 1996 році Бакалов отримав кінопремію «Оскар» у номінації «Найкраща музика до фільму» за музичне оформлення фільму «Поштар» (1994) режисера Майкла Редфорда та Массімо Троїзі.

## Біографія
Луїс Енрікес Бакалов народився 30 серпня 1933 року в Буенос-Айресі, Аргентина. Мав болгарське та єврейське коріння. Навчався гри на фортепіано під керівництвом Е. Барембойма і Б.Суховольські. Починав музичну кар'єру в Аргентині. Займався дослідженням латиноамериканської музики. З 1959 року жив в Італії.
На початку 1970-х Луїс Енрікес Бакалов працював з італійськими прог-рок групами New Trolls, Osanna і Il Rovescio della Medaglia. Він також був організатором квартету, чий репертуар заснований на синтезі елементів етнічної, міської (urban) і сучасної (contemporary) музики; грав з колективом в театрі Карло Феліче (Генуя), театрі Реджио (Парма), театрі Массімо Белліні (Катання) і Римському оперному театрі.
Бакалов є автором творів для музичного театру, інструментальних і кантатно-ораторальних творів. Його «Меса-танго» в 1999 році звучала на Пасхальному фестивалі в Римі, в записі цього твору (Deutsche Grammophon, 2000) брали участь оркестр Академії Санта-Чечилія, М.-В. Чунг і Пласідо Домінго.
У 2003 році Бакалов з програмою «Італійське кіно» за пультом оркестру Академії Санта-Чечилія виступив на відкритті залу Cavea (італ. Auditorium Parco della Musica) в Римі. Був диригентом італійського Orchestra della Magna Grecia. Як піаніст співпрацював з Міланським симфонічним оркестром імені Джузеппе Верді та Роттердамським філармонічним оркестром.
Луїс Енрікес Бакалов помер 15 листопада 2017 року в лікарні «Сан Філіппо Нері», куди потрапив за кілька днів до цього з діагнозом ішемічна хвороба серця.

### Кінематограф
З 1960-х років Бакалов писав музику для італійського та французького кіно, працював з Федеріко Фелліні, П'єром Паоло Пазоліні, Даміано Даміані, Етторе Сколою, Франческо Розі та ін. У 1967 році Бакалова номінували на «Оскар» за музику до фільму Пазоліні «Євангеліє від Матвія», а в 1996 році він отримав цю нагороду за музику до фільму Майкла Редфорда та Массімо Троїзі «Поштар».

#### Фільмографія
- 1954 : Ці примари / Questi fantasmi
- 1962 : Двоє легіонерів / I Due della legione straniera
- 1963 : Нудьга / La Noia
- 1964 : Євангеліє від Матвія / Il Vangelo secondo Matteo
- 1964 : Кохання і прощання / ¿Dónde estas tu?
- 1965 : Питання честі / Una Questione d'onore
- 1965 : Мільйон доларів / La Congiuntura
- 1965 : Цього разу поговоримо про чоловіків / Questa volta parliamo di uomini
- 1965 : Сьогодні, завтра, післязавтра / Oggi, domani, dopodomani новела (новела «Дружина-блондинка»)
- 1966 : Діва для принца / Una Vergine per il principe
- 1966 : Джанго / Jango
- 1966 : Золота куля / El Chuncho, quien sabe?
- 1967 : Велике пограбування на Дикому Заході / La Più grande rapina del west
- 1967 : Кожному своє / A ciascuno il suo
- 1967 : Привиди по-італійському / Questi fantasmi
- 1968 : Велика лялька / La Bambolona
- 1968 : Ребус / Rebus
- 1969 : Ціна влади / Il Prezzo del potere
- 1970 : Самотні серця / Cuori solitari
- 1971 : Його звали Король / Lo chiamavano King
- 1971 : Суперсвідок / La supertestimone
- 1971 : Замовлена жертва / La Vittima designata
- 1971 : Статуя / La Statua
- 1971 : Хороший Рим / Roma bene
- 1972 : Велика дуель / Il Grande duello
- 1972 : Велика чорна свиня / La Grande scrofa nera
- 1972 : Таланить багатіям / Beati i ricchi
- 1972 : Літо — час убивств / Un Verano para matar
- 1972 : Міланський калібр 9 / Milano calibro 9
- 1973 : Бос / Il Boss
- 1973 : Спокушання / La Seduzione
- 1973 : Людина з Ель-Пасо / Un Hombre llamado Noon
- 1974 : Приведу до ладу Америку і повернуся / Sistemo l'America e torno
- 1974 : Продажні поліцейські / Il Poliziotto è marcio
- 1977 : Криваві алмази / Diamanti sporchi di sangue
- 1979 : Імпровізація / Improvviso
- 1979 : Троянди з Данцига / Le rose di Danzica
- 1980 : Місто жінок / La Città delle donne
- 1983 : Арс-Аманді, або Мистецтво кохання / Ars amandi
- 1983 : Між нами / Coup de foudre
- 1983 : Молодожон / Le Jeune marié
- 1987 : Маніяк вбивця / Maniac Killer
- 1987 : Ніхто не повернеться назад / Nessuno torna in dietro
- 1988 : Маска / La Maschera
- 1989 : Бухта Есмеральда / La Bahía esmeralda
- 1991 : Зоряна ніч / Notte di stelle
- 1991 : Проста історія / Una Storia semplice
- 1992 : Тихий Дон / Quiet Flows the Don
- 1994 : Поштар / Il Postino
- 1996 : Ілона приходить з дощем / Ilona llega con la lluvia
- 1996 : Зроби мені послугу / Mi fai un favore
- 1997 : Перемир'я / La Tregua
- 1998 : Бі Манкі / B. Monkey
- 1998 : Польська красуня / Polish Wedding
- 1999 : Брудна білизна / Panni sporchi
- 1999 : Діти століття / Les Enfants du siècle
- 1999 : Любовний лист / The Love Letter
- 1999 : Обман / Deceit | Il gioco
- 2000 : Від долі не втечеш / It Had to Be You
- 2000 : Небеса, що впали / Il Cielo cade
- 2000 : Феміністка / Woman on Top
- 2001 : Старший Фершо / L'Aîné des Ferchaux
- 2002 : Танго зі вбивцею / Assassination Tango
- 2004 : Фабрика пилу / The Dust Factory
- 2006 : Лети, татусь, лети / Peullai, daedi
- 2006 : Море марень / La Novia del mar
- 2007 : Караваджо / Caravaggio
- 2007 : Готель «Меїна» / Hotel Meina
- 2007 : Приватна людина / L'uomo privato
- 2008 : Лють / La Rabbia
- 2012 : Джанґо вільний / Django Unchained
- 2012 : Прихований Місяць / Hidden Moon

## Визнання
| Рік                                               | Категорія/Нагорода                                 | Фільм                       | Результат | Результат |
| ------------------------------------------------- | -------------------------------------------------- | --------------------------- | --------- | --------- |
| Премія Оскар                                      |                                                    |                             |           |           |
| 1967                                              | Найкраща музика до фільму                          | Євангеліє від Матвія        | Номінація |           |
| 1996                                              | Найкраща музика до фільму                          | Поштар                      | Перемога  |           |
| Премія Золотий глобус (Італія)                    |                                                    |                             |           |           |
| 1992                                              | Найкраща оригінальна музика до фільму              | Проста історія              | Номінація |           |
| 1994                                              | Найкраща оригінальна музика до фільму              | Поштар                      | Перемога  |           |
| 2002                                              | Найкраща оригінальна музика до фільму              | Феміністка                  | Перемога  |           |
| 2008                                              | Найкраща оригінальна музика до фільму              | Готель «Меїна»              | Перемога  |           |
| Премія Давид ді Донателло                         |                                                    |                             |           |           |
| 1995                                              | Найкраща музика до фільму                          | Поштар                      | Номінація |           |
| 1997                                              | Найкраща музика до фільму                          | Перемир'я                   | Номінація |           |
| 2008                                              | Найкраща музика до фільму                          | Лють                        | Номінація |           |
| Премія Золота хлопавка                            |                                                    |                             |           |           |
| 1995                                              | Найкраща музика до фільму                          | Поштар                      | Номінація |           |
| Італійський національний синдикат кіножурналістів |                                                    |                             |           |           |
| 1995                                              | «Срібна стрічка» за найкращу музику до фільму      | Поштар                      | Перемога  |           |
| 2003                                              | Спеціальна «Срібна стрічка»                        | Спеціальна «Срібна стрічка» | Перемога  |           |
| Премія BAFTA                                      |                                                    |                             |           |           |
| 1996                                              | Премія Ентоні Асквіта за найкращу музику до фільму | Поштар                      | Перемога  |           |
| Міжнародний приз Флайяно                          |                                                    |                             |           |           |
| 2004                                              | Нагорода за кар'ру                                 | Нагорода за кар'ру          | Перемога  |           |